# Corpsepaint
Corpsepaint (nogle gange stavet corpse paint) er en stil af bodypainting, hovedsageligt brugt i black metal-miljøet til koncerter og fotograferinger. Corpse paint er primært ansigtsmaling, og med til at forstærke bandets udtryk af ondskab, umenneskelighed og liglignende forrådnelse.
Corpsepaint involverer som regel at gøre ansigtet og måske halsen hvid (eller meget bleg). Områderne omkring øjnene og munden males sorte. Der forekommer i mindre omfang også andre farver end bare sort og hvid, hvor specielt rød er et eksempel. Rød kropsmaling bruges til at ligne blod eller sår.
Udover black metal, er hvid og sort ansigtsmaling blevet brugt af rock-kunstnerne Arthur Brown, Alice Cooper, samt medlemmer af Kiss og The Misfits. Yderligere er hvid og sort kropsmaling blevet brugt i wrestling (f.eks. Sting og Vampiro), samt den mere almindelige forskønnelse eller udsmykning også betegnet som kosmetik.

## Historie
De tidligste rock-kunstnere der brugte kropsmaling der ligner corpse paint inkluderer Screamin' Jay Hawkins og Arthur Brown i 1960'erne. I 1970'erne, inkluderer eksempler på hvid og sort ansigtsmaling af rock-kunstnere Secos & Molhados, Alice Cooper og Kiss. Guitaristen Zal Cleminson fra Sensational Alex Harvey Band brugte ansigtsmaling, og en uhyggelig optræden der fremkalder opfattelsen om en ond klovn. Senere det årti brugte punk-rock-kunstnere som The Misfits og sangeren David Vanian fra The Damned også hvid og sort ansigtsmaling. Efter at have set shock rock-pioneren Arthur Brown optræde sangen "Fire" i 1968, udtalte Alice Cooper: "Can you imagine the young Alice Cooper watching that with all his make-up and hellish performance? It was like all my Halloweens came at once!"
I slutningen af 1970'erne og i 1980'erne, begyndte sådan ansigtsmaling at blive associeret med heavy metal. Vokalist King Diamond fra Mercyful Fate begyndte at bruge ansigtsmaling, der ligner corpse paint så tidligt som 1978 i hans band Black Rose, mens Hellhammer og deres senere band Celtic Frost også brugte lignende ansigtsmaling. Dead var den første der forenede corpse paint med den anden bølge af black metal ifølge trommeslageren Hellhammer fra Mayhem. Det brasilianske band Sarcófago var også pionere, med hensyn til den heavy metal-mode nu kendt som corpse paint, og blev i nettidsskriftet Metal Storm beskrevet som det første band med reel corpse paint. Dog syntes Necrobutcher, at hans band Mayhem var det første til, at bruge corpse paint, og giver bandets sanger Dead påskønnelse for begrebet.
Bands fra den anden bølge af black metal havde omfattende brug af corpse paint. Dead begyndte at bruge det i slutningen af 1980'erne. Ifølge Necrobutcher, Mayhems bassist: "It wasn't anything to do with the way Kiss and Alice Cooper used makeup. Dead actually wanted to look like a corpse. He didn't do it to look cool."